# Pita Baleitoga
Pita Baleitoga Senibiaukula (ur. 30 listopada 1984 w Suwie) – fidżyjski piłkarz grający na pozycji pomocnika. Od 2009 roku jest zawodnikiem klubu Hekari United.

## Kariera klubowa
Karierę piłkarską Baleitoga rozpoczął w klubie Labasa FC. W 2000 roku zadebiutował w jego barwach w pierwszej lidze Fidżi. W 2004 roku odszedł do zespołu Navua FC. W 2006 roku ponownie grał w Labasie FC, a w latach 2007–2009 był zawodnikiem Ba FC. W 2007 roku wygrał z Ba Inter-District Championship, a w 2008 roku wywalczył mistrzostwo Fidżi.
W 2009 roku Baleitoga przeszedł do Hekari United z Papui-Nowej Gwinei. W sezonie 2009/2010 wygrał z nią klubowe mistrzostwo Oceanii oraz mistrzostwo kraju. W sezonie 2010/2011 ponownie został z Hekari mistrzem kraju. W 2011 roku był wypożyczony do Labasy FC.

## Kariera reprezentacyjna
W reprezentacji Fidżi Baleitoga zadebiutował w 2007 roku. W 2008 roku zajął trzecie miejsce z Fidżi w Pucharze Narodów Oceanii. Wystąpił również w 2012 roku w Pucharze Narodów Oceanii 2012.